# جک فورست (بازیکن فوتبال، زاده ۱۸۹۲)
جک فورست (انگلیسی: Jack Forrest؛ زادهٔ ۱۸۹۲) بازیکن فوتبال است.
از باشگاه‌هایی که در آن بازی کرده‌است می‌توان به باشگاه فوتبال لیتون اورینت اشاره کرد.